# NGC 5606
NGC 5606 est un très jeune amas ouvert situé dans la constellation du Centaure. Il a été découvert par l'astronome écossais James Dunlop en 1826.
Selon la classification des amas ouverts de Robert Trumpler, cet amas renferme moins de 50 étoiles (lettre p) dont la concentration est forte (I) et dont les magnitudes se répartissent sur un petit intervalle (le chiffre 1). Toutefois selon le catalogue Lynga, la magnitude se répartit sur un grand intervalle (le chiffre 3) et l'amas fait partie d'un double amas la lettre :b). L'autre amas est sans doute NGC 5617.

## Observation
Avec une magnitude visuelle de 7,7, on peut aisément observer l'amas avec des jumelles dont l'ouverture est de 40 à 50 mm. On peut alors voir six étoiles bleues et brillantes, cinq étoiles de type B et une de type O (voir le tableau des étoiles).

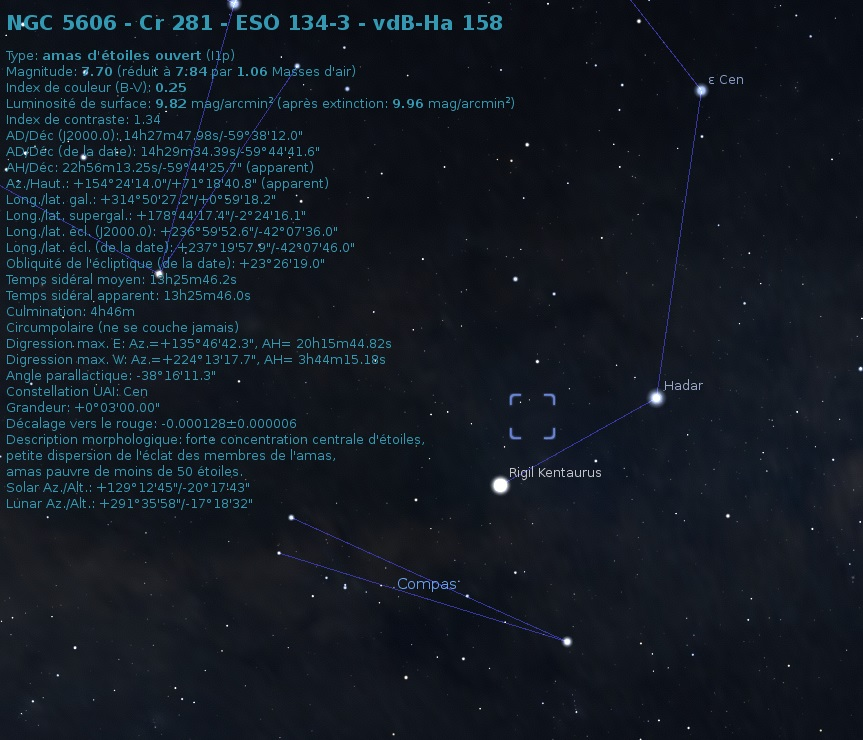
Localisation de NGC 5606 dans la constellation de Scorpion. (Stellarium)

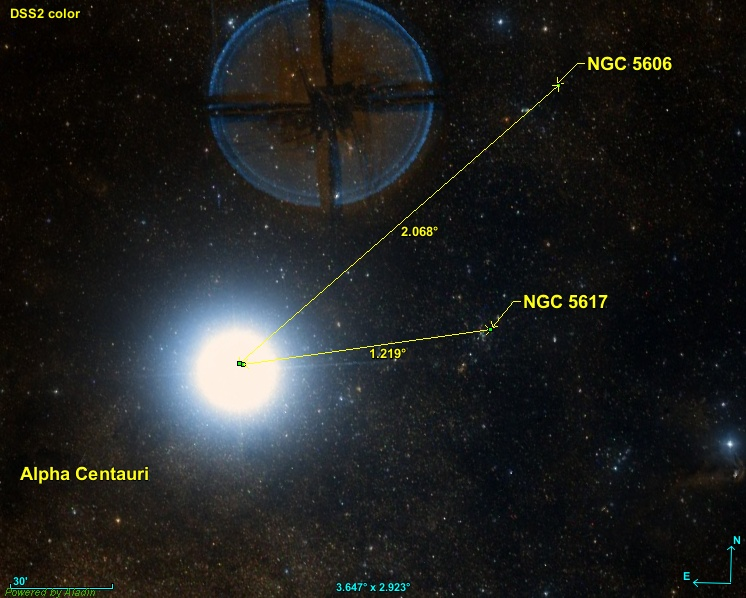
Position de NGC 5606 par rapport à une étoiles.

NGC 5606 est à environ 2,1 degrés d'Alpha Centauri. L'amas ouvert NGC 5617 est dans la même région du ciel.

## Caractéristiques

### Distance, taille et vitesse
NGC 5606 est à 1101+86
−73 al du système solaire et les dernières estimations donnent un âge situé entre de 11,885 et 40,7 millions d'années. Selon les sources, la taille apparente de l'amas est de 3' ou de 3,6', ce qui, compte tenu de la distance et grâce à un calcul simple, équivaut à une taille réelle d'environ 3,49 ± 0,56 années-lumière.
La base de données Simbad indique deux valeurs de la vitesse l'amas: −38,30 ± 1,75 km/s et −37,5 ± 0,7 km/s, pour une vitesse moyenne de. La moyenne et l'écart-type ces valeurs sont de −37,9 ± 0,4 km/s.

### Mouvement propre
Simbad indique sept couples de valeurs pour le mouvement propre de l'amas, dont six différents qui proviennent d'articles publiés entre 2014 et 2021. Ces valeurs en ascension droite et en déclinaison sont :
- −4,910 ± 0,074 mas/an et −2,868 ± 0,049 mas/an[12]
- −2,973 ± 1,629 mas/an et −5,844 ± 1,567 mas/an[11]
- −4,881 ± 0,099 mas/an et −2,897 ± 0,100 mas/an[13]
- −4,880 ± 0,082 mas/an et −2,897 ± 0,103 mas/an[14],[15]
- −4,880 ± 0,014 mas/an et −2,897 ± 0,105 mas/an[9]
- −3,50 ± 1,40 mas/an et −5,11 ± 2,13 mas/an[16]

Le mouvement propre moyen obtenu de ces six valeurs en ascension droite et en déclinaison est égal à −4,337 ± 0,869 mas/an et −3,752 ± 0,085 mas/an, ce qui est légèrement différent des valeurs indiquées par Ramirez et ses collègues soit 4,880 ± 0,082 mas/an et −2,897 ± 0,103 km/s

### Métallicité
Simbad rapporte une seule valeur de la métallicité, soit 0,143. Selon cette valeur, le pourcentage d'éléments lourds (plus lourds que l'hydrogène et l'hélium) de cet amas est de 139% (100,143) de celui du Soleil.

### Âge
Webda et Lynga indiquent un âge de 82 millions d'années (log10=7,915 âge = 107,915),. Selon Ramirez et ses collègues, NGC 5606 est âgé de 107,26=18,2 Ma ou de 107,47 ± 0,14 = (2,95+1é12
-0,81*107

## Étoiles
On peut accéder aux propriétés des étoiles situées dans les environs de NGC 5606 en utilisant sur base de données Simbad la requête de recherche NGC 5606 NUM, où NUM est un nombre allant de 1 à 15. L'appartenance de certaines étoiles à l'amas est douteuse, en particulier NGC 5606 12 qui est deux fois plus près de la Voie lactée et dont le mouvement propre tant en ascension droite qu'en déclinaison est fort différent de celui des autres étoiles. Selon Ramirez et ses collègues, NGC 5606 renferme 16 étoiles dont la probabilité d'appartenir à celui-ci est supérieure à 90%.
| Num # | Nom         | α                | δ                 | type      | P (mas)         | d (pc)        | μα* (mas/an) | μδ* (mas/an) | mV    | Rem     |
| ----- | ----------- | ---------------- | ----------------- | --------- | --------------- | ------------- | ------------ | ------------ | ----- | ------- |
| #1    | HD 126449   | 14h 27m 46,7435s | -59° 37′ 56,6017″ | B0/1(III) | 0,4221 ± 0,0175 | 2369+102 -94  | -4,879       | -2,879       | 8,78  |         |
| #2    | CD-59 5257  | 14h 27m 44,0711s | -59° 37′ 59,7438″ | B1IV      | 0,4443 ± 0,0178 | 2251+94 -87   | -5,016       | -2,863       | 9,48  |         |
| #3    | CD-59 5260  | 14h 27m 57,3563s | -59° 38′ 07,5712″ | B0IV      | 0,4297 ± 0,0173 | 2327+98 -90   | -4,976       | -2,808       | 9,92  | Var pul |
| #4    | CD-59 5259  | 14h 27m 55,5159s | -59° 37′ 30,7704″ | B0IV      | 0,4042 ± 0,0165 | 2474+105 -97  | -4,960       | -2,856       | 9,98  | Var pul |
| #5    | NGC 5606 5  | 14h 27m 49,1337s | -59° 37′ 39,5663″ | OB-       | 0,4393 ± 0,0164 | 2276+88 -82   | -4,908       | -2,868       | 10,93 |         |
| #6    | NGC 5606 6  | 14h 27m 51,0394s | -59° 37′ 52,1911″ |           | 0,3553 ± 0,0157 | 2815+130 -139 | -5,030       | -2,845       | 11,91 |         |
| #7    | NGC 5606 7  | 14h 27m 53,6210s | -59° 38′ 08,2754″ |           | 0,3798 ± 0,0133 | 2633+96 -89   | -4,923       | -2,759       | 12,48 |         |
| #8    | NGC 5606 8  | 14h 27m 53,6146s | -59° 37′ 54,1141″ |           | 0,4735 ± 0,0139 | 2112+64 -60   | -6,298       | -2,691       | 13,07 |         |
| #9    | NGC 5606 9  | 14h 27m 52,7385s | -59° 37′ 15,7999″ |           | 0,3980 ± 0,0159 | 2513+105 -97  | -4,998       | -2,847       | 12,78 |         |
| #10   | NGC 5606 10 | 14h 27m 52,9302s | -59° 38′ 35,1382″ |           | 0,3665 ± 0,0258 | 2729+207 -179 | -6,139       | -3,131       | 14,32 |         |
| #11   | NGC 5606 11 | 14h 27m 48,3032s | -59° 38′ 30,5168″ |           | 0,3453 ± 0,0151 | 2896+132 -121 | -5,100       | -2,790       | 12,92 |         |
| #12   | NGC 5606 12 | 14h 27m 44,6726s | -59° 38′ 31,3254″ |           | 0,7526 ± 0,0140 | 1329+25 -24   | -9,489       | -4,672       | 12,15 | Nm      |
| #13   | NGC 5606 13 | 14h 27m 47,1676s | -59° 38′ 54,9940″ |           | 0,3871 ± 0,0138 | 2583+95 -89   | -4,950       | -2,849       | 12,83 |         |
| #14   | NGC 5606 14 | 14h 27m 42,3508s | -59° 38′ 03,7069″ |           | 0,4254 ± 0,0187 | 2351+108 -99  | -4,892       | -2,947       | 11,71 |         |
| #15   | NGC 5606 15 | 14h 27m 43,5807s | -59° 38′ 04,3412″ | B1.5IV    | 0,362 ± 0,0243  | 2762+199 -174 | -4,930       | -2,768       | ?     |         |

- Var pul = Variable pulsante
- Nm = nom membre

Simbad montre aussi un bouton nommé Children. En cliquant sur ce bouton, on atteint une section de cette base de données qui renferme un tableau contenant 113 entrées pour NGC 5606. Cependant, des étoiles (les Children) peuvent apparaître plusieurs fois dans la deuxième colonne du tableau, d'où le nombre de liens bibliographiques qui est supérieur au nombre d'étoiles. La quatrième colonne de ce tableau indique la probabilité que l'étoile appartienne à l'amas. En cliquant sur le titre de cette colonne, on peut classer la probabilité par ordre croissant ou décroissant. En cliquant sur la désignation de l'étoile, on atteint la page de Simbad qui résume ses propriétés.